# Tây Tú
Tây Tú (chữ Hán giản thể: 西秀区, Xīxiù Qū, âm Hán Việt: Tây Tú khu) quận thuộc địa cấp thị An Thuận, tỉnh Quý Châu, Cộng hòa Nhân dân Trung Hoa. Quận này có diện tích 1703 km2, dân số năm 2002 là 780.000 người. Mã số bưu chính là 561000. Huyện lỵ đóng ở đường Tháp Sơn Tây. Quận Tây Tú được chia thành 6 nhai đạo, 9 trấn và 7 hương dân tộc.
- Nhai đạo: Nam Nhai, Đông Quan, Hoa Tây, Đông Nhai, Tây Nhai và Bắc Nhai.
- Trấn: Long Cung, Ninh Cốc, Song Bảo, Cựu Châu, Đại Tây Kiều, Thất Nhãn Kiều, Kiệu Tử Sơn, Thái Quan, Yêu Phố, Tống Kỳ.
- Hương: hương dân tộc Miêu và Bố Y Tân Trường, hương dân tộc Bố Y Kê Trường, hương dân tộc Miêu và Bố Y Nham Lạp, hương dân tộc Miêu và Bố Y Dương Vũ, hương dân tộc Miêu và Bố Y Hoàng Lạp, Lưu Quan và Đông Đồn.